# Tachininae
Tachininae (лат.) — подсемейство двукрылых семейства тахин.

## Описание
Ариста усиков голая, реже волосатая. Брюшная часть переднегруди обычно голая. Шестой тергит брюшка у самцов не разделён пополам, реже полностью исчезает. Предвершинная щетинка передних голеней такая же крепкая, как предвершинная. Восьмой тергит самок полностью редуцирован, иногда имеются его зачатки.

## Образ жизни
Для представителей семейства типично яйцеживорождение. Хорион прозрачный перепончатый, тонкий на спинной и брюшной поверхностях. Самки откладывают яйца готовые к вылуплению на тело хозяина, вблизи его или на его пищевых растения или окрестностях. Выход личинки из яйца происходит во время яйцекладки или сразу после неё. Личинка активно ищет хозяина. Личинки паразитируют преимущественно на чешуекрылых и жесткокрылых, реже пилильщиках, двукрылых и многоножках.

## Классификация
В мировой фауне насчитывается 2731 вид из 24 триб.
- Bigonichetini (4 рода)
- Brachymerini (4 рода)
- Ernestiini (46 родов)
- Germariini (1 род)
- Germariochaetini (3 рода)
- Glaurocarini (2 рода)
- Graphogastrini (17 родов)
- Iceliini (3 рода)
- Leskiini (54 рода)
- Macquartiini (10 родов)
- Megaprosopini (17 родов)
- Minthoini (27 родов)
- Myiophasiini  (9 родов)
- Myiotrixini (2 рода)
- Neaerini (9 родов)
- Nemoraeini (10 родов)
- Ormiini (7 родов)
- Palpostomatini (18 родов)
- Pelatachinini (2 рода)
- Polideini (42 рода)
- Proscissionini (30 родов)
- Protohystriciini (1 род)
- Siphonini (10 родов)
- Tachinini (139 родов)

## Распространение
Распространены во всех зоогеографических областях. Наибольшее разнообразие отмечено в Неотропической области 1027 видов, самое низкое в Австралии — 252 вида.